# Stanisław Marciniak (fizyk)

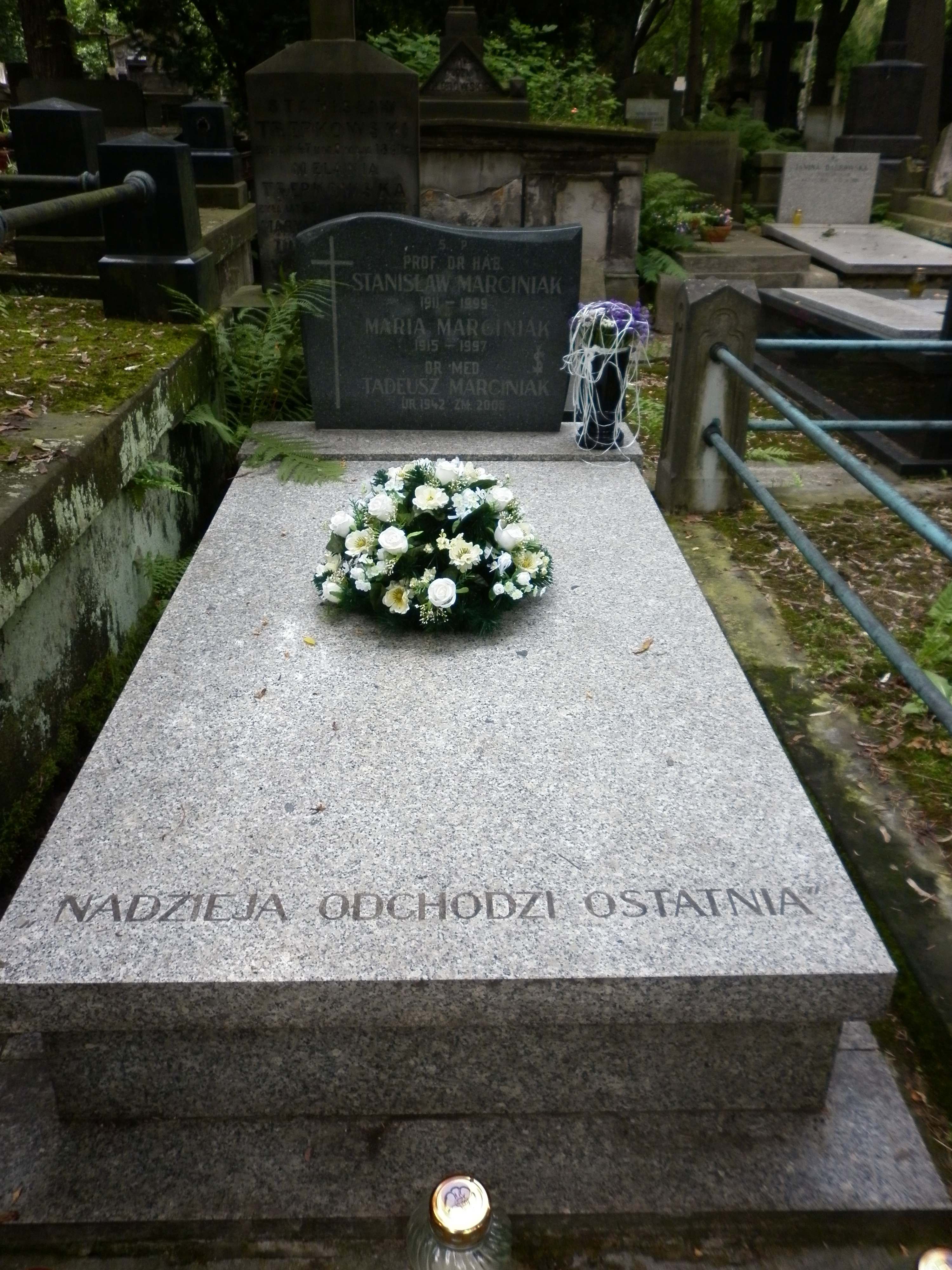
Grób na cmentarzu Powązkowskim w Warszawie

Stanisław Marciniak (ur. 19 września 1911 w Warce, zm. 5 października 1999 w Warszawie) – polski fizyk. 

## Życiorys
W 1935 ukończył gimnazjum matematyczno-przyrodnicze i rozpoczął studia na Wydziale Fizyki Uniwersytetu Warszawskiego, w których ukończeniu przeszkodził wybuch II wojny światowej. We wrześniu 1939 powrócił do Warki, gdzie wstąpił w szeregi żołnierzy podziemia i przyjął pseudonim „Orzeł”. Od września 1940 nauczał z zakresu szkoły średniej na tajnych kompletach. Po odzyskaniu niepodległości zainicjował powstanie Koedukacyjnego Gimnazjum Ogólnokształcącego, a od 1949 Liceum Ogólnokształcącego, szkoła istniała przez sześć lat. W 1949 Stanisław Marciniak obronił pracę magisterską i został pracownikiem naukowym w działającym przy Uniwersytecie Warszawskim Instytucie Fizyki Doświadczalnej. Dwa lata później zmienił miejsce pracy i rozpoczął trwającą trzydzieści lat pracę w Instytucie Fizyki Doświadczalnej Akademii Medycznej. Równolegle od 1951 przez dziewięć lat pełnił funkcję kierownika pracowni spektrograficznej w Centralnym Instytucie Ochrony Pracy. W 1961 po uzyskaniu habilitacji wyjechał na roczny staż do ośrodka atomowego w Saclay we Francji, odbył również pięciokrotnie staże w Instytucie Curie i Instytucie Gustave Roussy koło Paryża (1965, 1968, 1970, 1972, 1974). Od 1971 do 1981 pełnił funkcję członka Komisji Kwalifikacyjnej przy Ministrze Zdrowia do spraw Kształtowania Kadr Naukowych za granicą. Do prac naukowych Stanisława Marciniaka z dziedziny biofizyki należy zaliczyć podręczniki i skrypty akademickie, rozprawy, artykuły w prasie fachowej, opracowanie patentowe. W 1965 otrzymał Krzyż Kawalerski Orderu Odrodzenia Polski a w 1979 Medal Komisji Edukacji Narodowej.
Z rodzinnym miastem łączyły go więzi nie tylko rodzinne, działał w Komitecie Odbudowy Warki i tamtejszym oddziale Polskiego Towarzystwa Turystyki Krajoznawczej za co został uhonorowany tytułem Honorowego Obywatela Warki i Zasłużonego dla Województwa Radomskiego.
Pochowany na cmentarzu Powązkowskim w Warszawie (kwatera 38-3-14).
Miał żonę Marię (1915-1997) z którą miał dzieci: Krystynę (dr) i Tadeusza (dr).